# Пион банатский
Пион банатский (лат. Paeonia officinalis subsp. banatica) — дикорастущее многолетнее растение, подвид пиона лекарственного, распространенное в отдельных районах стран Карпатского бассейна, таких как Венгрия, Сербия и Румыния.

## Название
Название „пион банатский, банатийский, или баншагский“ произошло от названия исторической местности Банат, лежащей на сопредельных территориях Сербии, Румынии и Венгрии.
Синонимы
- Paeonia banatica Rochelbasionym
- Paeonia feminea var. banatica (Rochel) Gürke
- Paeonia peregrina var. banatica (Rochel) Huth

## Ботаническое описание
Банатский пион — травянистое или полукустарниковое растение высотой 40—60 см. 
Листья — тёмно-зелёные, корни — клубневидные, цветы — одиночные, пурпурно-красные.

## Распространение
По данным венгерских исследователей, 90% всей популяции дикорастущих банатских пионов в мире в настоящее время произрастает в Венгрии в горах Мечек.

## Охранный статус
Международный союз охраны природы относит банатский пион к видам, находящимся под угрозой. В Венгрии банатский пион занесен в список особо охраняемых видов.